# TKS (carro armato)
Il TKS è stato un tankette polacco derivato da un progetto similare britannico; prodotto in discrete quantità, formò il nucleo dell'arma carrista polacca. Di limitata utilità durante la campagna del settembre 1939, non riscosse molto successo presso i tedeschi.

## Storia
Nel 1928 la Vickers-Armstrongs mise un commercio un minuscolo mezzo corazzato operabile da due uomini, che come per molti altri progetti della ditta fu immediatamente richiesto da numerose nazioni, intenzionate a estrapolarne propri veicoli blindati. A metà del 1929 anche la Polonia ordinò un singolo esemplare del Carden-Loyd Mk VI tankette, che fu collaudato il 20 giugno a Rembertów, vicino a Varsavia. A seguito di altri test, il 29 giugno fu richiesto un secondo lotto di 10 unità, 5 rimorchi e parti sfuse; ad agosto il materiale arrivò a destinazione, fu numerato da 1143 a 1152 e il mese successivo iniziò un grande ciclo di prove, a seguito del quale i vertici militari decisero di motorizzare le unità di cavalleria con tankette di produzione nazionale: poco dopo fu infatti confermata la licenza, mentre i progettisti si erano messi all'opera per migliorare il corazzato.

### Sviluppo

#### TK-1 e TK-2
I lavori furono portati avanti dalla PZI e si concentrarono sulle approssimative sospensioni che rendevano particolarmente scomodi i lunghi viaggi o le marce fuoristrada; furono irrobustite basandosi su un progetto del tenente Stanisław Marczewski: oltre all'aggiunta di 4 rulli tendicingolo, tra lo scafo e i carrelli fu installata una sospensione a balestra semiellittica che era sostenuta da una intelaiatura a trave, posta sul lato esterno e fissata al fianco del mezzo; a questa struttura era imperniata anche la ruota di rinvio. Nel frattempo la produzione locale di Carden-Loyd era arrivata a due unità, ma fu deciso di non fabbricarlo su licenza, quanto di trarne un veicolo nazionale: tale compito fu assegnato all'Ufficio Costruzioni dell'Istituto di Ricerca e Ingegneria dell'Esercito (in polacco abbreviato come BK Br.Panc. WIBI), i cui principali membri erano il maggiore Władisław Trzeciak e il capitano Edward Karkoz. Nel tardo 1929 la PZI consegnò un prototipo denominato TK-1, ma noto anche come Tek 1001 e TK wz. 30, con ruota motrice posteriore; agli inizi del 1930 arrivò un secondo tankette sperimentale, il TK-2, con trasmissione anteriore. Dalla sagoma simile, avevano un equipaggio di due uomini ed erano armati di una mitragliatrice Hotchkiss wz. 25 o 30 da 7,92 mm raffreddata ad aria, utilizzabile contro bersagli sia terrestri sia aerei in virtù dell'assenza di coperture superiori; con protezioni che andavano da 3 ai 7 millimetri, differivano per la posizione del pilota e delle prese d'aria, per le sospensioni e per il motore: il TK-1 montava un Ford Type A da 22,5 hp, l'altro mezzo un Type B da 40 hp, e tutt'e due si avviavano mediante accensione elettrica. I piccoli carri furono testati tra agosto e settembre del 1930 a Modlin, nei pressi della capitale, e le prove convinsero a continuare lo sviluppo di un blindato leggero migliorando i due veicoli collaudati.

#### TK-3

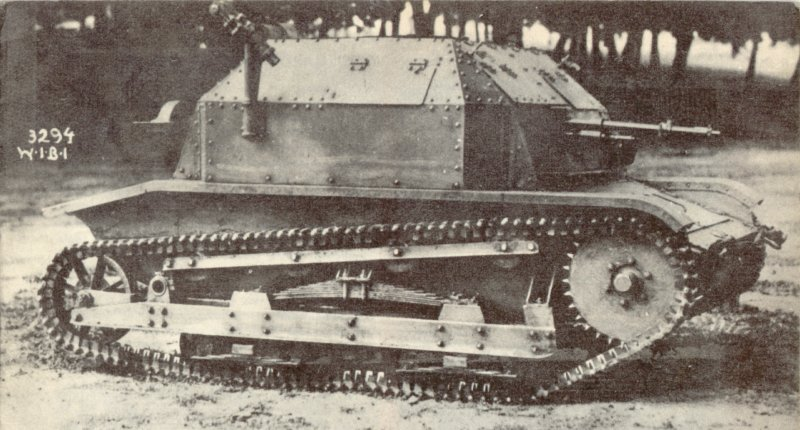
Uno dei primi TK-3

La realizzazione di un terzo prototipo (TK wz. 31) iniziò subito alla sede della PZI della Ursus, che a marzo del 1931 prese a essere collaudato assieme a un TK-2 parzialmente ricostruito; dopo la fine delle prove il 14 luglio esso fu accettato dal Capo di Stato Maggiore. Primo mezzo completamente cingolato a entrare in servizio nelle forze armate, il nuovo TK-3 era lungo 2,58 metri, largo 1,78 e alto solamente 1,32 metri. Presentava una corazzatura massima di 8 mm ed era completamente chiuso; l'armamento consisteva di una mitragliatrice Hotchkiss wz. 25 (con 1 800 cartucce disponibili in 120 nastri) montata su uno snodo a sfera nella parte anteriore destra dello scafo, con alzo pari a 50° e brandeggio di 40°. La propulsione si avvaleva di un Ford Type A da 4 cilindri erogante 40 hp che, grazie a un serbatoio capace di 60 litri, garantiva un'autonomia di 200 chilometri su strada e di 100 su terreni sconnessi. La trasmissione era anteriore e per la manutenzione erano presenti due portelli nella piastra frontale, mentre piccole feritoie erano state ricavate su quasi tutta la squadrata sovrastruttura. Il peso totale era di 2 460 chilogrammi. Del primo lotto di 100 unità solo 15 furono disponibili per il mese d'agosto e parteciparono alle manovre annuali, dopo le quali fu deciso di usarli in seconda linea o nelle scuole d'addestramento. Tra il 1931 e il maggio del 1932 furono completati i restanti TK del primo ordine, mentre ad agosto iniziò la produzione del secondo: gli scafi furono numerati da 1169 a 1353. L'ultimo ciclo di fabbricazione di 100 esemplari (scafi dal 1354 al 1461) si svolse tra il tardo 1933 e il 1934, portando il totale di unità completate a 300. Per i TK-3 furono realizzati in contemporanea piccoli rimorchi cingolati: a volte corazzati e a due assi, servivano per portare carburante, radio, munizioni e anche soldati.

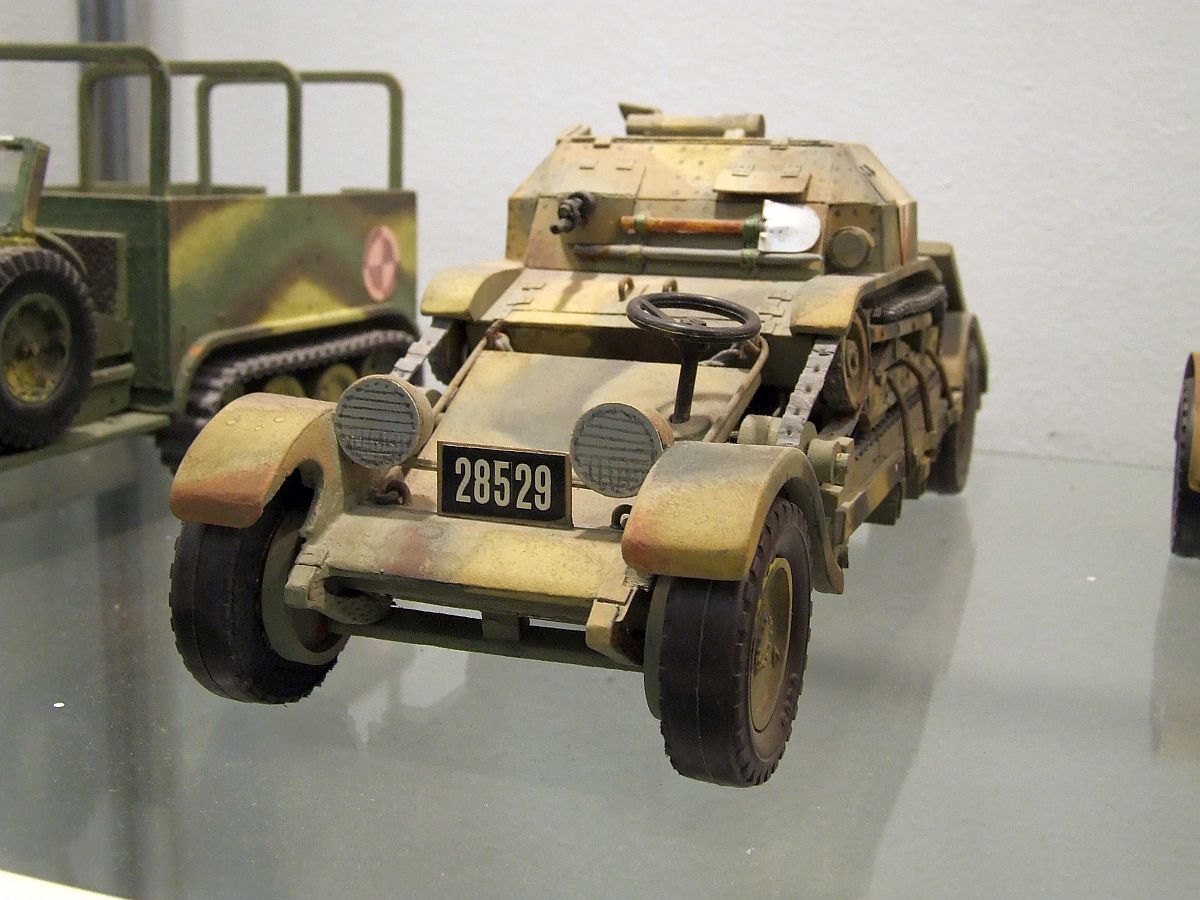
Un TK-3 autoportato esposto al Museo Tecnico di Varsavia

Nel 1931 fu elaborato un particolare sistema di trasporto per il TK-3, volto a minimizzare l'usura del treno di rotolamento: montato sul telaio di un autocarro Ursus senza motore, il tankette veniva privato dei cingoli e le ruote motrici potevano essere collegate con una catena all'asse motore posteriore del camion; il mezzo così ottenuto era guidato dal pilota all'interno del TK-3. Prodotto in alcune dozzine, il curioso sistema d'arma fu distribuito alle formazioni meccanizzate assieme alla variante capace di viaggiare su ferrovia (circa 50 esemplari). Non esistono comunque dati riguardo a un suo impiego bellico e anzi è probabile che verso la fine degli anni 1930 non fossero più in servizio: gli autocarri necessitavano infatti di essere trainati perché privi di propulsione e si potevano usare solo nelle retrovie, privi com'erano di corazze o armi.
A partire dallo stesso anno, e fino a buona parte del 1933, i militari vollero sostituire la mitragliatrice wz. 25 o 30 con una Hotchkiss da 13,2 mm, ma il progetto rimase sulla carta per i poco elevati parametri di precisione e penetrazione dell'arma. Nel 1936 un singolo TK-3 fu riarmato con un fucile anticarro Solothurn S-18/100 da 20 mm che però non superò le prove; nel 1938 fu sostituito da un cannone automatico pari calibro FK-A wz. 38 da 73,5 calibri (L/73,5), per il quale fu aggiunta una nuova struttura squadrata nella parte frontale destra, rendendo il prototipo molto simile al TKS. Approvata nel gennaio del 1939, la trasformazione pare rimase unica nel suo genere, perché i successivi 16 TK-3 da equipaggiare non vennero mai completati; ignoto è inoltre il destino del tankette sperimentale.

#### Modello definitivo TKS
Durante la prima metà del 1933 il TK-3 numero 1160 fu oggetto di studi per realizzare un nuovo tankette: guidato da Edward Harbich, che sostituiva il maggiore Trzeciak nel frattempo deceduto, lo staff tecnico dell'Ufficio Costruzioni completò un prototipo (STK, ovvero TK "speciale") il 1º aprile: il mezzo fu accettato a giugno con la dizione TKS ed entro agosto la PZI aveva fabbricato 20 unità in acciaio dolce (numerate 1492-1511), forse utilizzando degli stampi.

### Produzione
Il TKS cominciò a essere prodotto dal febbraio 1934; in totale la PZI fabbricò 282 unità fino all'aprile 1937, compresi i 20 modelli sperimentali. È possibile infine che altri 10 esemplari furono costruiti, utilizzando i salari dei dipendenti, e consegnati il 15 maggio del 1938 all'esercito.

### Impiego operativo
Allo scoppio della seconda guerra mondiale, il 1º settembre 1939, la Polonia poteva mettere in campo quasi 300 TK-3 per lo più in cattive condizioni e circa 270 TKS, inclusi i modelli sperimentali. Non formarono grandi unità corazzate indipendenti, bensì vennero suddivisi in piccoli reparti d'appoggio tattico: una compagnia o squadrone (a seconda che fossero assegnate alla fanteria o alla cavalleria) si componeva di un veicolo comando e due plotoni da 5 carri l'uno, più un terzo di due mezzi con rimorchi per il supporto in battaglia; in totale furono costituite venticinque formazioni di TK-3 e TKS così distribuiti: le armate "Pomorze" e "Marew" ne ebbero due ciascuna, le armate "Cracovia" e "Modlin" quattro ciascuna, l'armata "Poznań" sei e l'armata "Łódź" sette.. Riguardo ai TKS dotati di cannone da 20 mm, otto andarono alla 10ª Brigata meccanizzata e altri quattro furono assegnati alla Brigata motocorazzata "Varsavia"; quattro infine vennero inseriti nella 71ª Unità corazzata, che faceva parte della Brigata di cavalleria "Wielkopolska".
Quest'ultima unità combatté il 14 settembre sul fiume Bzura e i suoi piccoli carri riuscirono a immobilizzare due-tre Panzer sulla riva opposta. Il 18 si ebbe un combattimento contro le forze corazzate tedesche nella Polonia centrale, vicino a Pociecha (a est di Varsavia): un TKS armato del cannone FK-A da 20 mm condusse un'imboscata con due altri TKS dotati di mitragliatrici. Guidato dall'ufficiale cadetto Roman Orlik per appoggiare le truppe della brigata di cavalleria "Volinia", distrusse tre Panzer 35(t) dell'11. Panzer-Regiment in forza alla 6. Panzer-Division. Lo stesso Orlik, il giorno successivo, condusse un tentativo di sfondamento sul fianco di forze corazzate tedesche che avanzavano sul villaggio di Sierakòw, immobilizzando alcuni blindati (forse sette, forse meno), poi la sua unità si ritirò a Varsavia partecipando alla difesa della capitale. La 10ª Brigata impiegò con successo i TKS con cannoni tra i monti Beskidy, subendo però perdite: il 19 settembre la formazione fuggì in Ungheria. La Brigata motocorazzata combatté ferocemente a Tomaszòw Lubelski dove perse la totalità dei tankette. Tutti questi isolati successi furono eccezionali, perché i TKS e i TK-3 con gli equipaggiamenti standard erano impotenti di fronte ai più grandi e meglio armati Panzer, i quali non ebbero difficoltà alcuna a spazzarli via. Solo quegli esemplari che i polacchi avevano tardivamente riarmati poterono opporre una qualche resistenza, inficiata dalla sottile corazzatura.

## Caratteristiche

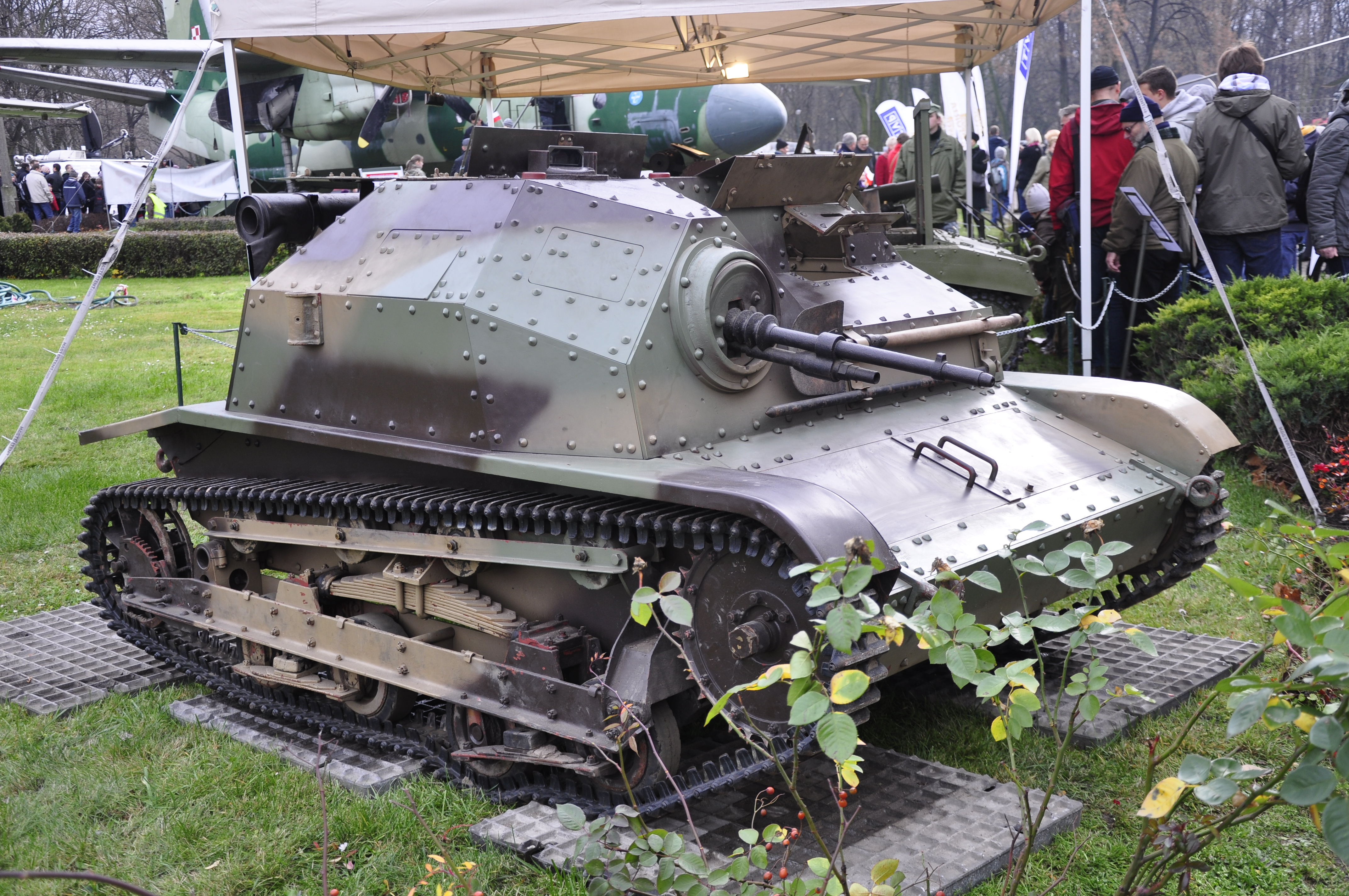
Un esemplare di TKS esposto al Museo dell'esercito polacco

Sebbene molto simile nella forma al suo predecessore TK-3, il TKS non poteva interscambiare molte parti meccaniche. Era mosso da un Fiat 122 AC a 6 cilindri prodotto su licenza e montato posteriormente: erogante 42 hp e con un serbatoio da 70 litri, dava un'autonomia di 180 chilometri e una velocità massima di 40 km/h. Il treno di rotolamento era stato mantenuto quasi identico, tranne per i cingoli ora larghi 170 mm a doppia guida dentata centrale. Nella parte frontale e sul retro le corazze erano spesse dai 6 ai 10 mm, sui fianchi 8 e sul cielo tra i 3 e i 5 mm. L'armamento del prototipo consisteva in una mitragliatrice Browning wz. 30 raffreddata ad aria da 7,92 mm (2 000 cartucce), fissata su un supporto universale e con un mirino telescopico; l'alzo andava da -15° a +20° e il brandeggio era pari a 48°. L'equipaggio di due uomini accedeva al mezzo da due portelli superiori composti da tre sezioni: il guidatore seduto a sinistra aveva una piccola feritoia con periscopio per la visuale; il comandante era posizionato accanto e poteva usufruire di un interessante telescopio girevole, sistemato all'esterno, che gli garantiva una visuale a 360° (l'invenzione fu di Rudolf Gundlach, che poi la vendette anche all'Inghilterra). Era infine presente sul tetto un aggancio per usare la mitragliatrice come arma antiaerea quando il veicolo era fermo. Il TKS era in grado di gestire guadi profondi 0,50 metri e fossati larghi fino a 1,20 metri.
Durante il ciclo produttivo furono apportati diversi cambiamenti. Tutti gli esemplari di serie montarono una meno affidabile mitragliatrice Hotchkiss wz. 25, in quanto le wz. 30 erano state distribuite prima alla fanteria, cui era stata data la priorità; dal 54° mezzo il periscopio del capocarro fu sistemato sul tetto; dopo il primo lotto di 83 tankette, si provvide a dotare i successivi di un motore Polski-Fiat 122B da 6 cilindri e 46 hp, che però non influì sui parametri di velocità e autonomia. In questa configurazione il peso salì a 2 570 chilogrammi e, infine, nelle ultime commesse fu anche aumentata la corazzatura tra gli 8 e 10 mm (solo 3 mm sul tetto).

## Derivati
Sin dai primi del 1932 gli ingegneri polacchi avevano iniziato a ricavare dai TK delle ultime varianti diversi tipi di veicoli, tentando anche di migliorare i carri base, ma nessuno di essi raggiunse una produzione massiccia.

### TKS con cannoni da 20mm

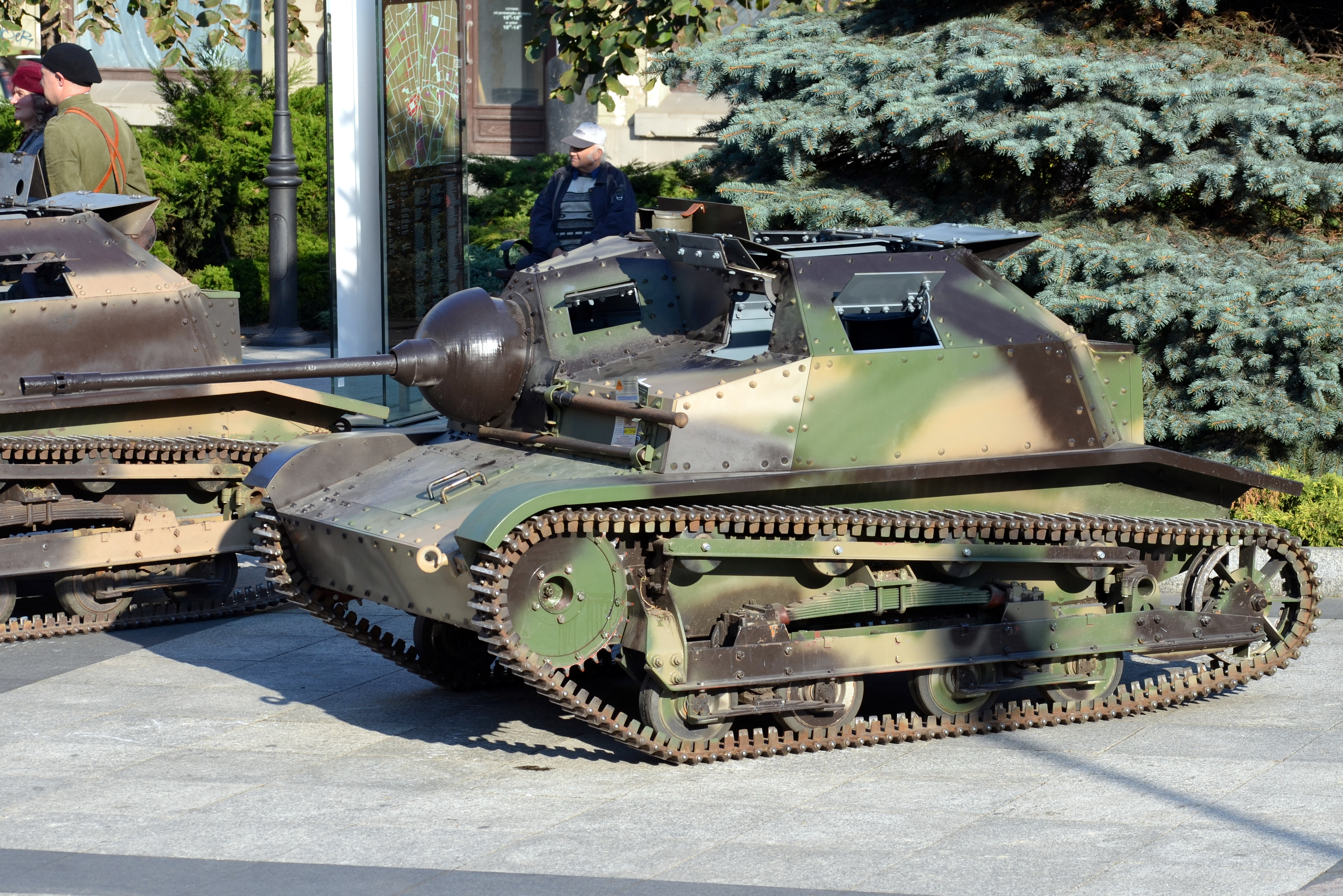
TKS con cannoni da 20 mm

Nel tardo 1935 si cominciò a pensare di riarmare il TKS in funzione anticarro. Dopo aver scartato le mitragliatrici wz. 25 Hotchkiss da 13,2 mm per le mediocri qualità balistiche, ci si rivolse al fucilone svizzero Solothurn S-18/100 semiautomatico, che trovò posto nello scafo di un TKS su un particolare affusto con copertura emisferica. Il prototipo fu testato nel febbraio 1936 ed evidenziò la maggiore efficacia di simili armamenti, anche grazie alla contenuta altezza di soli 1,32 metri del veicolo che lo rendeva di difficile individuazione. Sorsero però problemi sia con il fucile svizzero sia con il pari calibro Madsen danese, soprattutto per il limitato brandeggio e il peso eccessivo; perciò iniziò lo sviluppo di un cannone da 20 mm di completo concepimento nazionale, mentre veniva tentata una versione del TKS dotata del francese Puteaux SA 18 da 37 mm, poi rifiutata. Durante il 1937 la Fabryka Karabinòw presentò l'FK-A wz. 38 lungo ben 73,5 calibri, utile contro bersagli aerei ma capace di penetrare 40 mm di acciaio a 200 metri: un TKS fu dunque dotato di una piastra frontale con un nuovo snodo Cardan e fu lievemente modificato internamente, per poi essere collaudato tra luglio e ottobre 1938; a gennaio dell'anno successivo i test ebbero esito positivo. In questa configurazione il tankette pesava 2 800 chilogrammi, era lungo 2,98 metri e poteva trasportare 250 proietti. Dopo molte esitazioni e cambi di programma, nel maggio 1939 i comandi decisero provvisoriamente di adattare 80 TKS e 70 TK-3 secondo una pianificazione a fasi che sarebbe durata fino al 30 gennaio 1940. Il primo lotto di 24 mezzi doveva essere pronto per il 25 agosto, seguito dal resto dei TKS, ma ritardi nella consegna dei cannoni FK-A fecero sì che solo il primo gruppo fosse riarmato, probabilmente neanche del tutto.

### TKW

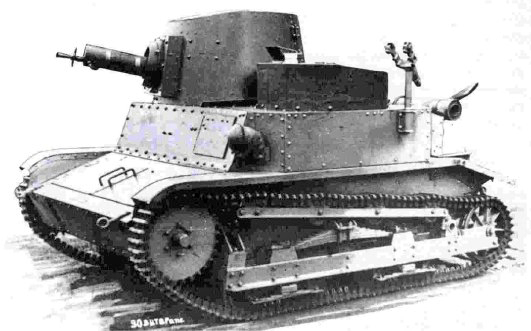
TKW

Il TKW (la W sta per wieża, cioè torretta) era un tankette da ricognizione molto simile al Patrol Tank Mk I britannico, che proveniva a sua volta dal Vickers Mk VI. Differiva dalla base semovente prescelta, il TK-3, per la presenza di una torretta completamente ruotabile, ovviando così il problema del puntamento dei bersagli in rapido movimento o al di fuori del limitato brandeggio della mitragliatrice, costretta in casamatta. Tra la fine del 1932 e l'inizio del 1933 il tankette numero 1164 cominciò a essere modificato secondo le nuove direttive: il comparto combattimento fu abbassato e a destra fu collocata una piccola torretta ("vecchio tipo"), dalle protezioni stondate ma spesse al massimo 8 millimetri e ospitante una mitragliatrice wz. 25 Hotchkiss da 7,92 mm; il pilota ebbe il periscopio girevole di Gundlach, feritoie e un portello d'accesso superiore. Durante l'ottobre 1933 i test evidenziarono lo scarso spazio della torretta e l'insufficiente ventilazione: all'inizio del 1934 il prototipo fu dunque equipaggiato con una nuova torretta ("tipo universale") capace di contenere armi fino ai 20 mm, la wz. 25 fu cambiata con una pari calibro wz. 30 e il mezzo così ottenuto fu sottoposto ad altri collaudi. Le prove furono condotte d'estate e fecero notare lo sbilanciamento verso destra del carro, la cattiva visibilità, l'impossibilità di comunicazione tra il pilota e il comandante, chiuso nella torretta; perciò nel febbraio 1935 l'ordine di 5 TKW fu annullato, l'unico esemplare esistente fu rottamato e le sue componenti riutilizzate. Gli sforzi si stavano d'altronde dirigendo in favore del carro leggero 4TP PZInz. 140.

### TKD

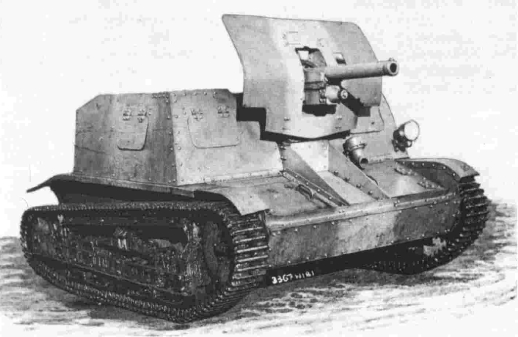
TKD

Il bisogno di un cannone semovente leggero si concretizzò quando nell'aprile 1932 uno staff tecnico dell'Ufficio Armi dell'Esercito, diretto da J. Lapuszewsky, elaborò un prototipo derivato dallo scafo del TK-3. Esso fu consegnato nel maggio 1932 e denominato TKD: era dotato di un pezzo wz. 25 "Pocisk" da 47 mm, un cannone da fanteria di progettazione polacca ma prodotto in poche unità a causa del disinteresse dei comandi per questo tipo di arma. Tra maggio e la fine di giugno furono costruiti solo quattro esemplari in acciaio dolce, convertiti dai tankette 1156-1159, che parteciparono alle manovre del 1932 e del 1933: i veicoli dettero buona prova di sé ma lo scarso potere di penetrazione del cannone fece decadere il progetto. I TKD furono perciò riuniti nell'11º battaglione corazzato sperimentale e adoperati nel centro d'addestramento di Modlin fino al 1938, quando furono inviati con la 10ª brigata meccanizzata a occupare l'area di Zaolzie, facente parte della Cecoslovacchia ma rivendicata dalla Polonia; in seguito, pare parteciparono alla difesa di Varsavia mentre altre fonti riportano che furono convertiti in trattori d'artiglieria corazzati CP, preposti al traino del pezzo da 75 mm wz. 1897/38, derivato dal francese mle 1897; i wz. 25 furono invece venduti alla Cina. È probabile che sia stata prodotta qualche variante armata di un Vickers da 47 mm oppure di un Puteaux SA 18 37 mm, quest'ultimo montato su uno snodo a sfera universale.

### TKF

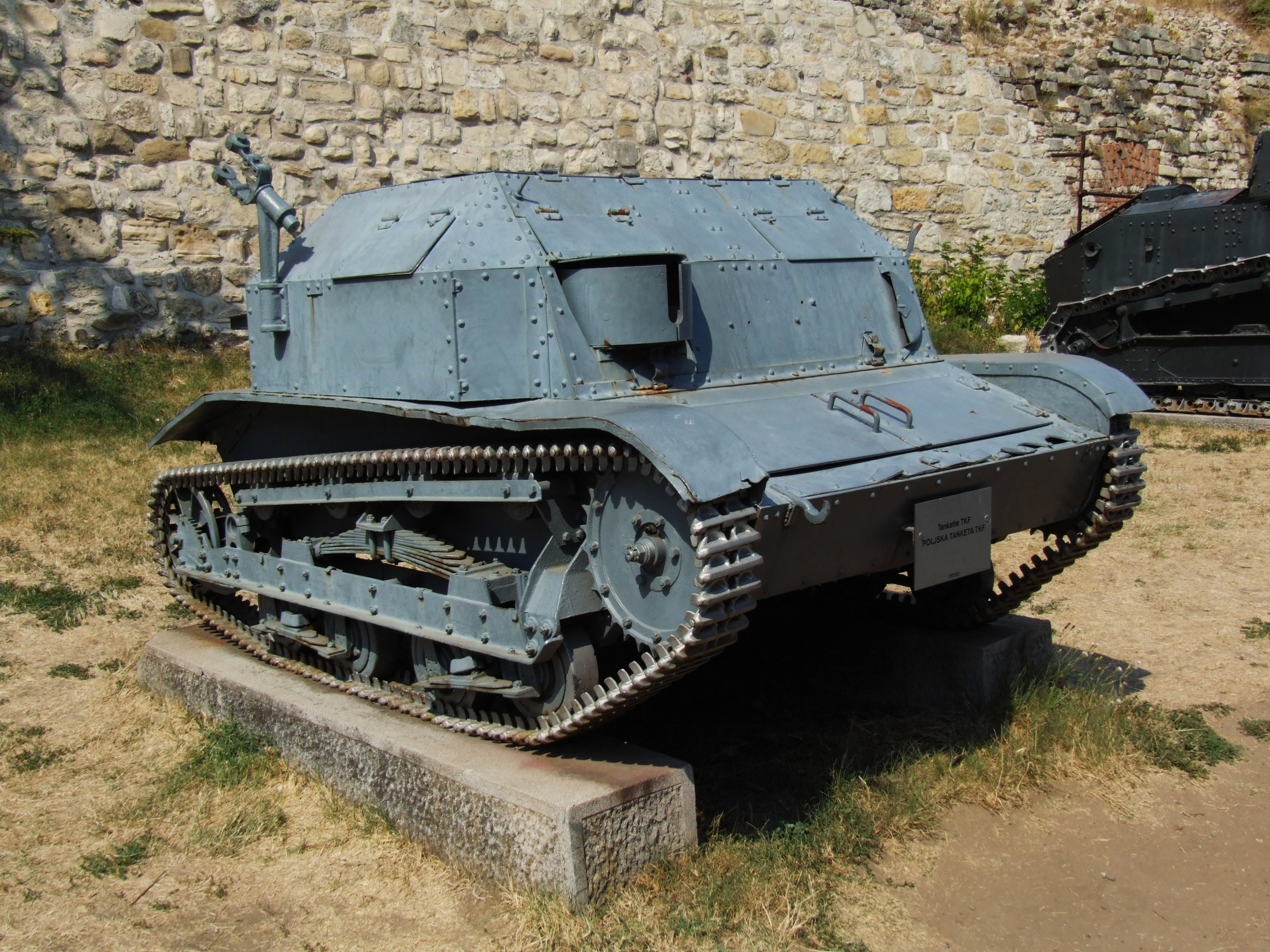
L'unico esemplare noto di TKF, conservato al Museo di storia militare di Belgrado

Questo veicolo era una versione modificata del TK-3 dotata di un motore Polski-Fiat 122B da 46 hp prodotto su licenza; aveva inoltre l'armamento aumentato nel numero: alla mitragliatrice wz. 25 da 7,92 mm era stata affiancata una wz. 28 da 9 mm antiaerea. Questa impostazione fu collaudata verso la fine del 1931 o del 1932 utilizzando il TK-3 numero 1221, e vistane l'affidabilità fu aperta la linea di montaggio, che però costruì in diverse fasi solo 18 o 22 unità, perché il TKS incorporò poi la maggior parte delle aggiunte. Non è oltretutto chiaro se facessero parte del terzo lotto di TK-3, e forse nel 1935 ebbero le sospensioni e i cingoli sostituiti con quelli del TKS. Fu presa in esame la possibilità di convertire tutti i TK-3 a questo standard, ma gli eccessivi costi del processo fecero abbandonare l'idea.

### TKS-D

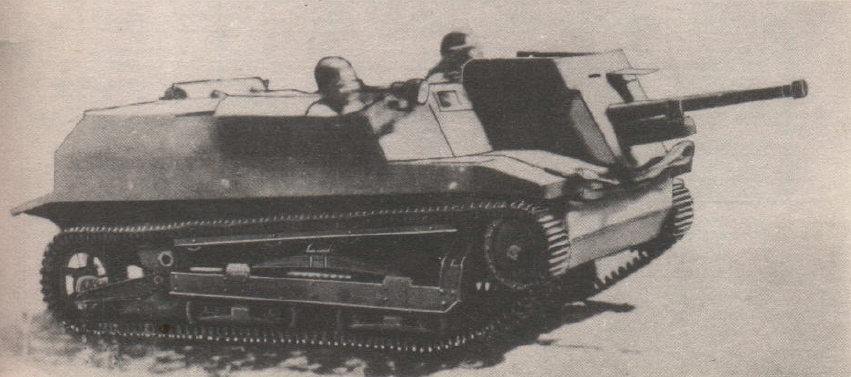
TKS-D

Seguendo i progetti di un duo d'ingegneri supervisionati da Gundlach, nell'aprile del 1937 la PZI completò due veicoli sperimentali TKS-D, adattati per montare un cannone Bofors wz. 36 da 37 mm anticarro; l'equipaggio fu inoltre portato a tre uomini. Una peculiarità del TKS-D risiedeva nella possibilità di smontare il pezzo e portarlo al traino mediante un apposito rimorchio corazzato, completo di riservette per 80 granate; era addirittura possibile impiegarlo direttamente dal rimorchio. Sebbene i polacchi lo avessero classificato come trattore d'artiglieria, è compreso tra i primissimi cacciacarri della storia. Molto simile al TKS, ne differiva per le più grandi ruote di rinvio, portate al livello del terreno, e una diversa frizione; erano inoltre più lunghi, ma uno dei TKS-D presentava le pareti della camera di combattimento (scoperta) più alte e inclinate verso l'interno. Il pilota sedeva a destra, cannoniere e comandante erano a sinistra, dove veniva montato il pezzo da 37 mm. Tra la fine dell'anno e il 1938 furono testati a Modlin per poi essere assegnati alla 10ª brigata meccanizzata, che prese parte nel settembre 1938 sia a manovre dell'esercito sia all'occupazione di Zaolzie, al tempo compresa nella Cecoslovacchia. Lo sviluppo del TKS-D fu però abbandonato a favore del PZinz. 160/161, un progetto di semovente d'artiglieria ideato nel 1937 ma mai completato: avrebbe dovuto essere armato con un cannone da 37 mm. Sotto il nome TKS-D fu noto anche un singolo TKS privato della mitragliatrice in favore di un Puteaux SA 18 da 37 mm, ma non si sa cosa ne sia avvenuto. Analogamente, il destino di questi due veicoli è incerto: sembra che combatterono contro due divisioni Panzer il 1º settembre 1939 nelle montagne Beskidy, poi un TKS-D andò forse distrutto il 5 nel villaggio di Skrzydlna, l'altro il 9 presso il paese di Albigowa.

### C2P

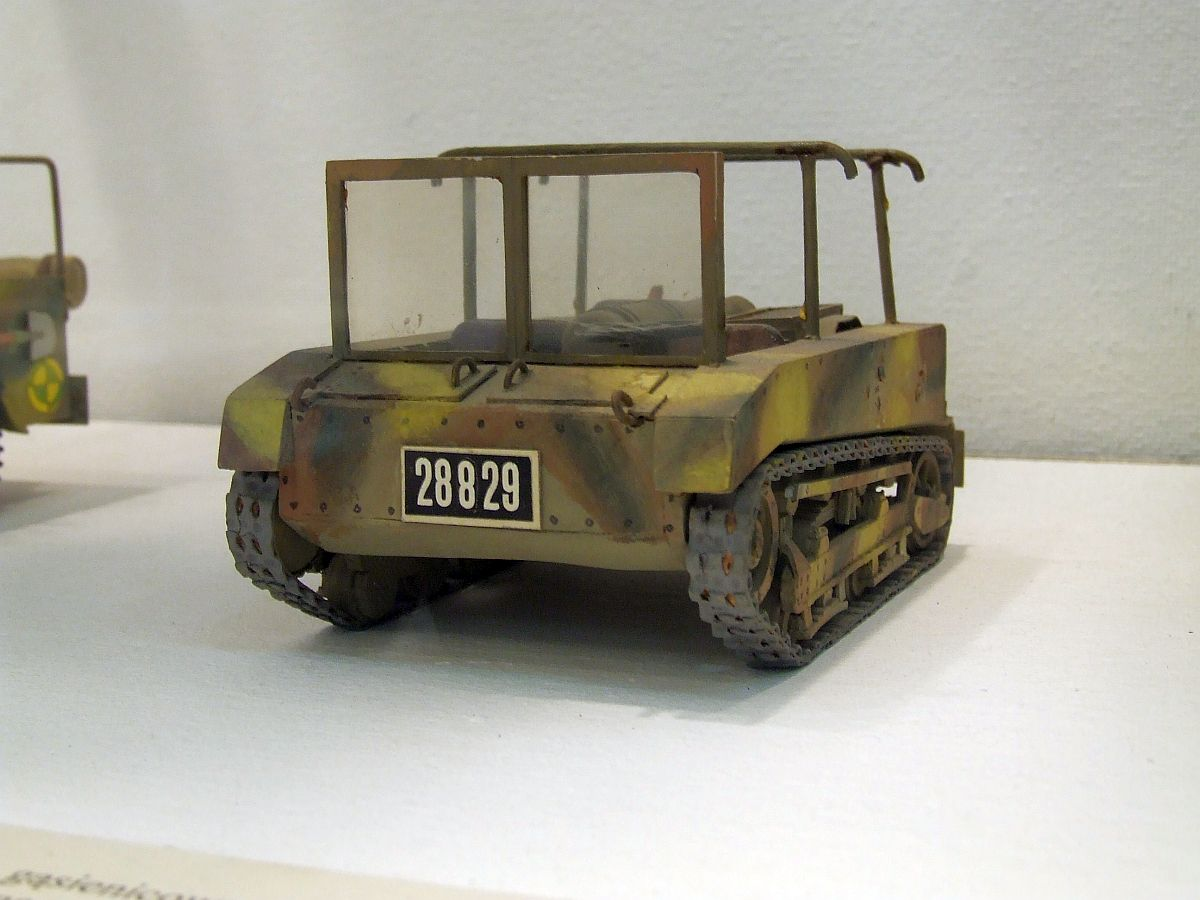
Un C2P esposto al Museo Tecnico di Varsavia

Nel 1931, per rispondere alla richiesta dei militari di un trattore d'artiglieria leggero, i progettisti lavorarono sullo scafo dei tankette più recenti e ne ricavarono un primo mezzo denominato C2T; esso fu poi migliorato e nell'aprile del 1933 nacque il C2P, che cominciò a essere prodotto solo a partire dal 1937 e fino al 1939 dalla PZI. La linea di montaggio mise in campo tra i 200 e i 270 esemplari: erano equipaggiati con un motore Polski-Fiat da 46 hp capace di spingerli a una velocità massima di 45 km/h, pesavano 2,7 tonnellate e potevano trasportare tre uomini oltre al pilota. Impiegato per il traino del cannone da campagna wz. 1897/38 e del Bofors wz. 36 da 40 mm con relativi rimorchi di munizioni, si dimostrò un veicolo manovrabile, veloce e affidabile tanto che i tedeschi ne riadoperarono alcuni.

## Altri utilizzatori[1][2]
- Croazia

Lo Stato indipendente di Croazia, fondato dai tedeschi con lo smembramento della Jugoslavia nell'aprile del 1941, comprò un certo numero di TKF e di TKS dalla Germania o dall'Ungheria tra la fine dell'anno e l'inizio del 1942; utilizzati dall'esercito e anche dagli Ustascia, erano conosciuti come "carri Ursus".
- Estonia

Nel novembre 1934 la Polonia vendette un plotone di sei TKS all'Estonia, che per il paese baltico furono gli unici moderni veicoli corazzati di cui disponesse; in seguito entrarono nei ranghi dell'Armata Rossa quando l'URSS annesse l'Estonia nell'estate del 1940.
- Germania

Terminata la campagna militare in Polonia, il Terzo Reich catturò la maggior parte dei tankette TK-3 e TKS, per lo più danneggiati oppure ritrovati con i serbatoi vuoti. Dapprima sporadicamente riutilizzati, tra il 1940 e il 1941 furono inviati a Łódź e lì riparati: di preciso non si sa quanti vennero sottoposti al processo di manutenzione, ma è stimato che fossero tra le 50 e le 100 unità, le quali vennero inoltre ridipinte del colore standard per i mezzi corazzati (Panzergrau) e dotati di croci nere e bianche quali simboli di riconoscimento. I TKS, più numerosi, ebbero la nuova denominazione di le. Pzkpfw TKS (p) ("p" stante per polnische, ovvero polacco in lingua tedesca) e servirono sia come trattori d'artiglieria, sia per compiti di ordine pubblico e lotta antipartigiana; diversi entrarono nella Luftwaffe e messi a difesa dai campi d'aviazione. I TK-3 furono rinominati le. Pzkpfw TK-3 (p) ed ebbero le stesse mansioni dei TKS. I carri polacchi furono riarmati con mitragliatrici MG 15 oppure MG 34 da 7,92 mm, ma in un caso almeno lo snodo a sfera fu sostituito da una piastra con un visore e una feritoia; vennero poi aggiunti due fanali sopra i parafanghi laterali.
Entrambi i modelli operarono anche per l'intera durata del conflitto e furono ritrovati in Francia, Norvegia e Finlandia. Nel giugno 1940 i tedeschi crearono inoltre un'unità di sicurezza equipaggiata solo di carri 7TP, TKS e TK-3, la Leichte Panzerkompanie Warschau (compagnia carri leggera di Varsavia); il 3 settembre cambiò nome in Leichte Panzerkompanie Ost (compagnia carri leggera est) e forse fu privata di molti mezzi, perché a febbraio 1941 riuniva solo 10 TKS; cosa ne sia avvenuto in seguito non è noto.
- Romania

I polacchi fecero un'offerta alla Romania e durante giugno 1937 v'inviarono un singolo TKS e uno dei due TKS-D a scopo promozionale, ma lo Stato balcanico declinò l'affare.
- Spagna

La Spagna repubblicana iniziò le trattative per comprare 80 unità ma la transazione non avvenne perché la Polonia rimase fedele alla sua politica di neutralità riguardo alla guerra civile appena scoppiata, atteggiamento che inoltre le fruttava il consenso delle Società delle Nazioni. Ufficiosamente, comunque, i polacchi rifornirono il fronte repubblicano di armi, parti di ricambio e addirittura qualche vetusto Renault FT; contemporaneamente dettero allo schieramento nazionalista alcuni vecchi caccia PSW-10.
- Svezia

La Svezia ordinò negli anni 1930 un singolo TKS per collaudi e più tardi richiese 20 o 60 esemplari, ma la Polonia non rispose positivamente.
- Ungheria

Il 19 settembre 1939 parte della 10ª Brigata meccanizzata si trovava in Ungheria dopo aver compiuto una penosa ritirata dalla Polonia invasa. Il governo locale internò gli equipaggi e s'impossessò di 20 tankette, tra le quali 4 TKS armati di cannoni da 20 mm; in seguito altri 7 TKS e 9 TK-3 entrarono nell'esercito magiaro e furono impiegati per compiti ausiliari.
- Unione Sovietica

Il 17 settembre 1939 anche l'URSS attaccò la Polonia e catturò tra i 15 e i 50 tankette, ai quali si aggiunsero quelli estoni nell'estate 1940. I mezzi polacchi furono riuniti in corpi meccanizzati di nuova costituzione nei territori occidentali per scopi addestrativi; in seguito, alcuni combatterono durante l'operazione Barbarossa, in particolare vicino a Kiev.